# E-Trade

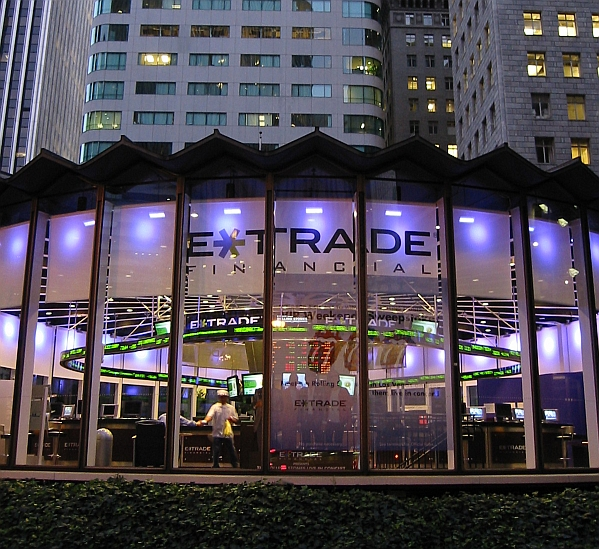
E*Trade在旧金山的分支机构

E*TRADE，全称E*TRADE金融公司（英語：E*TRADE Financial Corporation），是摩根士丹利的一个子公司，提供电子交易平台允许用户交易包括普通股、优先股、期货、交易所交易基金、期权、投资基金、固定收益在内的各类金融资产。它也和一些公司合作提供员工持股计划、学生贷款、保证金交易、相关的交易等服务。该公司拥有大约520万经纪人账户。公司通过收取订单交易佣金获得收入。目前该公司有30个分支机构。